# دايفيد هيس
دايفيد هيس (بالإنجليزية: David Hess)‏ هو لاعب محترف لكرة القاعدة ‏ أمريكي، ولد في 10 يوليو 1993 في تولاهوما في الولايات المتحدة.

## وصلات خارجية
- دايفيد هيس على موقع دوري كرة القاعدة الرئيسي (الإنجليزية)
- دايفيد هيس على موقعبيزبول رفرنس.كوم (الدوري الرئيسي) (الإنجليزية)
- دايفيد هيس على موقعبيزبول رفرنس.كوم (الدوري الثانوي) (الإنجليزية)
- دايفيد هيس على موقع إي إس بي إن.كوم (أم.أل.بي) (الإنجليزية)
- دايفيد هيس على موقع مشجعي الرسوم البيانية (الإنجليزية)